# Vicenç Font i Mestres
Vicenç Font i Mestres (Barcelona, 25 de desembre de 1922 - Barcelona, 6 d'abril de 2003) fou un futbolista català de les dècades de 1940 i 1950.

## Trajectòria
Després de formar-se a la UE Poble Sec, fou fitxat pel FC Barcelona, club amb el qual arribà a jugar un partit a primera divisió. Després de diverses cessions (UA Horta, UE Tàrrega, UE Lleida) visqué els seus millors anys entre 1947 i 1955, anys en què defensà els colors del CE Alcoià, a primera divisió, i CE Sabadell i RB Linense, a Segona. Els seus darrers anys foren al futbol modest català, a UE Poble Sec, CA Iberia i UE Sants.